# Павлівка (Софіївська сільська громада)
Павлі́вка — село в Україні, у Софіївській сільській громаді Баштанського району Миколаївської області. Населення становить 74 особи. До 2018 року орган місцевого самоврядування — Новомиколаївська сільська рада.

## Населення

### Мова
Розподіл населення за рідною мовою за даними перепису 2001 року:
| Мова       | Відсоток |
| ---------- | -------- |
| українська | 93,24%   |
| російська  | 6,76%    |